# Daubonneau
Daubonneau (ou d'Aubonneau, Deaubonneau, d'Eaubonneau") est le nom d'une famille d'armateurs de La Rochelle qui compte plusieurs personnalités qui se sont illustrées dans l'histoire des colonies et en politique :
- Pierre Le Jouhan d'Aubonneau était procureur du Roi en 1764 et habitait la paroisse et quartier Saint-Marc à Saint-Domingue
- Daubonneau est le fondateur et le directeur du Journal des colonies et réside à Saint-Domingue. Condamné à être déporté par la loi du 22 fructidor an V à l'île d'Oléron, il prend la fuite
- Les Daubonneau sont aussi à l'origine de plantations de café en Haïti (Saint-Domingue).
- L'abbé Jean-Baptiste-Antoine Deaubonneau était curé de Nieuil de 1787 à 1792. Il partit en exil à Londres en 1792 et rentra en France après la Révolution et termina sa vie comme curé de Cozes.

## René-Ambroise Deaubonneau
René-Ambroise Deaubonneau est le fils de Jean-Baptiste Deaubonneau et de Catherine Garnier.
Originaire de La Rochelle et après avoir été plusieurs années notaire à Montrouis, il avait monté une plantation de café, vers 1770 aux « Sources du Pérou », dans les mornes puis une autre à Bainet (à 15 km de Jacmel).
Il fut élu député de Petit-Goâve à l'Assemblée coloniale et fut l’un des fondateurs de l’Assemblée dite de Saint Marc. Il fit partie des 85 "Léopardins" qui partirent défendre l’assemblée en août 1790.
(Les Léopardins sont les hommes qui "s’emparèrent du bâtiment d’état Le Léopard, le 7 août 90, après en avoir séduit l’équipage qui s’était mutiné").
Après plusieurs mois passés en France, il rentre à Saint-Domingue. Il fut déporté de l’île sur ordre de Polverel le 12 septembre ainsi que son beau-frère, le colon Antoine de Bessas, planteur à Petit-Goâve sur Les Palmes et Les sources du Palmiste. Ce dernier, arrivé en 1784, épousa sa sœur Félicité-Constance Deaubonneau en juin 1792.
Les deux hommes s'installèrent alors à Philadelphie. Deaubonneau et ses amis créent "l'Assemblée des colons patriotes, réfugiés à Philadelphie".
En août 1794, René-Ambroise Deaubonneau quitte Philadelphie pour se rendre en France accuser les commissaires Polverel et Sonthonnax. Il sera alors emprisonné plusieurs mois à Nantes. Il ne retourna plus sur l’île. Les 27 fructidor V (septembre 95) et 18 Fructidor VII (4 septembre 1799) il reçoit 2 jugements de déportation vers l’île d'Oléron car il est directeur d’une publication non autorisée, « Le journal des colonies ».
Deaubonneau a mal été orthographié par G. Debien, en Daubonneau, et donc par la suite, dans la plupart des nombreuses publications qui ont suivi, celles-ci ayant bénéficié des recherches faites par cet historien.

## Note
1. ↑  Source : index Moreau de Saint-Méry
2. ↑  Victor Schœlcher in "Vie de Toussaint-Louverture"
3. ↑  Le moniteur de la République des 27 Fructidor V et 18 Fructidior VII.
4. ↑  
Sources : Pour tout l'article, les recherches ont été effectuées aux Archives Nationales - séries Saint-Domingue : D/XXV
sous-séries :
- Assemblée Générale de la Partie Française de Saint-Domingue
- Lettres de dénonciations envoyées aux commissaires civils de la République
- Déportations et destitutions
- Lettres interceptées par la censure